# Susanne Lundberg
Susanne Lundberg (født 30. september 1948, død 30. december 2017) var en dansk skuespillerinde og tegnefilmsdubber.